# 大成就者
大成就者（藏語：གྲུབ་ཐོབ་ཆེན་པོ，威利转写：grub thob chen po；藏語：ཏུལ་ཤུག，威利转写：tul shug），在印度教中，大成就者指那些修行瑜伽，而得到神秘力量的瑜伽士或瑜伽女。在佛教密宗裏，大成就者為修行身、語、意三密，得到成就，而擁有過人智慧與神通力量者。
在藏傳佛教中，有84位大成就者特別受到尊崇，被統稱為八十四大成就者，他们生活於印度佛教时期。包括80位男性，4位女性；其中五位比丘，其余则是在家瑜伽士。这些人物是金刚乘、大乘佛教中耳熟能详的人物。
佛教金刚乘通过展示这些人物生平与故事，阐述世人证悟仰赖的是行者精进程度，与性别、年龄、阶级种姓及社会地位毫无关联。其修行并不需要完全出家摒弃其日常活动；相反，人们可藉由其日常生活来修持。

## 語源
梵文，音譯為“摩訶”，意譯為大，和希臘文、拉丁文mega爲同源詞。音譯為“悉地”，意譯為成就，妙成就，获得成就者梵文称爲。

## 背景与历史
|                    |                        |                      |
| 龍樹和30位大成就者 | 金剛總持和25位大成就者 | 阿底峽和28位大成就者 |

在释迦牟尼入寂后数百年，大乘经论开始宏扬时，出现了许多大乘大成就者，他们仰赖金刚乘的大瑜伽道而证得悉地成就。
佛教典籍相传在西瓦札大尸陀林里，有一女魔以食腐尸为生，后因受到另外一鬼魔的熔浆倾神而痛苦不堪。后八十四位大成就者，出于无限慈悲之心，为她写下《珍贵宝髻》一书，使其了解事物甚深密义，并托两位空行母（果吉黎和达玛比索）传其经文于女魔，并使其解脱内心痛苦，并见到法界实相。
之后，在西印度苏拉克区的堪达玛地，国王昆吉王因慈母病危，其母嘱咐请求国王邀请八十四位大成就者接受供养。但是由于这些大成就者已逝，昆吉王苦于无法圆母遗嘱。此时果吉黎和达玛比索出现，并运用神通，请求诸位大成就者依次来做。卢伊巴等八十四大成就者依次入座，但最后这些人士拒绝国王请求，并未继续留下接受供养；但都唱出其证悟过程，昆吉王为他们建造塑像，并记录其证悟口诀。当时大学者巴渥伟瑟因赶路迟到，未能遇到诸位大成就者，但之后经祈请后，遇到两位空行母并获得口诀与《珍贵宝鬘》。巴沃伟瑟依此修持，亦得到了证悟，并写下论著，并传抵明吉·金贝巴班智达，后者与其弟子孟竹·谢拉将该著作写注释并翻译成藏文，并收录于《藏文大藏经·甘珠尔·竹大滚多》。

## 八十四大成就者
1. 咕噜卢伊巴
2. 咕嚕黎拉巴
3. 咕噜毕鲁巴
4. 咕嚕拿古納
5. 咕嚕匝巴利巴
6. 咕嚕薩拉哈
7. 咕嚕納噶波狄
8. 咕嚕噶拉噶巴
9. 咕嚕甘達利
10. 咕嚕堪狄巴
11. 咕嚕達呼利
12. 咕嚕印札菩提
13. 咕嚕達瑪巴
14. 咕嚕貝利巴
15. 咕嚕梅果巴
16. 咕噜龙树菩萨（龍樹）
17. 咕嚕岡巴拉
18. 咕嚕嘎拿力巴（圣天菩萨提婆）
19. 咕嚕建札巴
20. 咕嚕那洛巴
21. 咕嚕薩噶拉
22. 咕嚕仲比巴
23. 咕嚕塔噶納巴
24. 咕嚕固故利巴
25. 咕嚕固瑪利巴
26. 咕嚕夏瓦利巴
27. 咕嚕密納巴
28. 咕嚕佐朗噶
29. 咕嚕東畢巴
30. 咕嚕岡噶利巴
31. 咕嚕噶那巴
32. 咕嚕丁噶巴
33. 咕嚕諦利巴
34. 咕嚕郭拉洽
35. 咕嚕丹帝巴
36. 咕嚕美卡拉
37. 咕嚕噶納卡拉
38. 咕嚕布達利巴
39. 咕嚕維納巴
40. 咕嚕瑪希巴
41. 咕噜布苏固巴（寂天菩萨）
42. 咕嚕巴希巴
43. 咕嚕岡巴利巴
44. 咕嚕賢諦巴
45. 咕嚕卡噶巴
46. 咕嚕巴札巴
47. 咕嚕匝蘭達拉
48. 咕嚕多希巴（郭札利）
49. 咕嚕匝札巴
50. 咕嚕匝魯奇
51. 咕嚕魯吉噶
52. 咕嚕匝瑪利巴
53. 咕嚕阿金達
54. 咕嚕納利納
55. 咕嚕阿佐奇
56. 咕嚕夏利巴
57. 咕嚕佐奇巴
58. 咕嚕達利噶巴
59. 咕嚕薩目達
60. 咕嚕郭噶利巴
61. 咕嚕丹諜巴
62. 咕嚕帝洛巴
63. 咕嚕奇拉巴拉
64. 咕嚕薩瓦巴洽
65. 咕嚕噶拉巴
66. 咕嚕烏諦利
67. 咕嚕巴納哈
68. 咕嚕岡噶納
69. 咕嚕班諜巴
70. 咕嚕桑噶匝
71. 咕嚕巴匝利巴
72. 咕嚕故吉巴
73. 咕嚕惹呼拉
74. 咕嚕詹巴噶
75. 咕嚕噶巴拉巴
76. 咕嚕朵噶利巴
77. 咕嚕美狄納
78. 咕嚕比洽納
79. 咕嚕拉倩噶拉
80. 咕嚕郭盧惹
81. 咕嚕匝雅南達
82. 咕嚕阿南果
83. 咕嚕瑪尼巴札
84. 咕嚕達爾瑪巴